# Ozric Tentacles
Ozric Tentacles även kallat The Ozrics är ett brittiskt, psykedeliskt space rock-band, skapat på Stonehenges öppna festival 1983.

## Medlemmar

### Nuvarande medlemmar
- Ed Wynne – gitarr, keyboard, sampler, koto, sitar, fretless basgitarr, programmering (1983–)
- Brandi Wynne – basgitarr, keyboard (2004–)
- Silas Neptune – keyboard, synthesizer, sampler, saz (2009–)
- Tim Wallander – trummor, percussion (2022–)

### Tidigare medlemmar
- Roly Wynne – basgitarr (1983–1992)
- Joie "Ozrooniculator" Hinton – keyboard, sampler, synthesizer (1983–1994)
- Nick "Tig" Van Gelder – trummor (1983–1988)
- Eddie Myer - basgitarr (1983–1984)
- Tom "Zorch" Brooks – keyboard (1983–1987)
- Gavin Griffiths – gitarr (1983–1984)
- Merv Pepler – trummor, percussion (1989–1994)
- Marcus "Carcus" Diess – percussion (1988–1990, 1993)
- Generator John – trummor, percussion (1989–1993)
- "Jumping" John Egan – flöjt (1987–2005)
- Zia Geelani – basgitarr (1992–2004)
- Steve Everitt – basgitarr, keyboard (1993)
- Conrad "Rad" Prince – trummor, percussion (1994–2001)
- Christopher "Seaweed" Lenox-Smith – keyboard, synthesizer (1994–2003)
- Johnny Morgan – trummor (2000)
- Stuart "Stu" Fisher – trummor, percussion (2000–2004)
- Paul Godfrey – basgitarr (2003–2004)
- Steve Hillage – gitarr (2004)
- Harry Waters – keyboard (2004)
- Matt "Metro" Shmigelsky – trummor (2004–2005)
- Greyum May – basgitarr (2004–2005, 2006)
- Vinny Shillito – basgitarr (1990–1992) (2006–2012)
- Alan "Haggis" Haggarty – basgitarr (2005)
- Paul Chousmer – keyboard (2006)
- Oliver Seagle – trummor (2006–2013)
- Roy Brosh – trummor (2009)
- Paul Hankin – percussion (1985–1991, 2013–2015)
- Balázs Szende – trummor, percussion (2012–2022)

## Diskografi

### Kassetter
- Tantric Obstacles (1985)
- Erpsongs (1985)
- There Is Nothing (1986)
- Live Ethereal Cereal (1986)
- Sliding Gliding Worlds (1988)
- The Bits Between the Bits (1989)

### Studioalbum
- Pungent Effulgent (1989)
- Erpland (1990)
- Strangeitude (1991)
- Jurassic Shift (1993)
- Arborescence (1994)
- Become The Other (1995)
- Curious Corn (1997)
- Waterfall Cities (1999)
- Floating Seeds (remix album) (1999)
- The Hidden Step (2000)
- Swirly Termination (2002)
- Spirals in Hyperspace (2004)
- The Floor's Too Far Away (2006)
- The Yumyum Tree (2009)
- Paper Monkeys (2011)
- Technicians of the Sacred (2015)

### Livealbum
- Live Underslunky (1992)
- Spice Doubt (1998)
- Live at The Pongmasters Ball (2002)
- Sunrise Festival (2008)
- Live in Italy (2010)
- Live At The Academy Manchester 1992 (2011)
- Live At One World Frome Festival 1997 (2011)
- Live in Oslo (2011)
- Live in Milan (2012)
- Live in Pordenone, Italy (2013)

### Samlingsalbum
- Afterswish (1992)
- Vitamin Enhanced (CD-Box) (1994)
- Eternal Wheel (The Best Of) (2004)
- Introducing (2013)